# Walter Müri
Walter Müri (* 21. Februar 1899 in Oberentfelden; † 26. Mai 1968 in Bern) war ein Schweizer Klassischer Philologe.
Er studierte an der Universität Basel zunächst Medizin, dann ab dem dritten Semester Klassische Philologie, Geschichte und Germanistik. Nach einigen Semestern an der Universität Heidelberg schloss er sein Studium in Basel ab, wo er 1924 bei Peter von der Mühll und Jacob Wackernagel zum Dr. phil. promoviert wurde. Ab 1925 unterrichtete er am Literargymnasium Kirchenfeld zu Bern Latein, Griechisch und Deutsch. Von 1932 bis 1955 war er Rektor des Gymnasiums.
Müri hat sich philologisch insbesondere durch wort- und begriffsgeschichtliche Studien (etwa zu den Begriffen Symbol, Dialektik, Antike und anderen) sowie durch die Beschäftigung mit der antiken Medizingeschichte profiliert.

## Schriften (Auswahl)
Dissertation
- Untersuchungen über die Vita Antonini Pii. Basel 1924.

Aufsätze und Monographien
- Symbolon. Wort- und sachgeschichtliche Studie. Beilage zum Jahresbericht über das Städtische Gymnasium in Bern, 1931.
- Arzt und Patient bei Hippokrates. Studien zum Corpus Hippocraticum. Jahresbericht über das Städtische Gymnasium in Bern, 1936.
- Das Wort Dialektik bei Platon. In: Museum Helveticum. 1 (1944), S. 152–168. (Digitalisat in  E-Periodica).
- Melancholie und schwarze Galle. In: Museum Helveticum 10 (1953), S. 21–38 (Digitalisat in E-Periodica); auch in: Hellmut Flashar (Hrsg.): Antike Medizin. Darmstadt 1971 (= Wege der Forschung; 221), S. 165–191.
- Die Antike. Untersuchung über den Ursprung und die Entwicklung der Bezeichnung einer geschichtlichen Epoche. In: Antike und Abendland. 7 (1958), S. 7–45. Nachdruck in: ders.: Griechische Studien …. 1976, S. 243–306.
- Der Arzt im Altertum. Griechische und lateinische Quellenstücke mit Übertragung ins Deutsche. Heimeran, München 1962.
- Griechische Studien. Ausgewählte wort- und sachgeschichtliche Forschungen zur Antike. Hg. v. Eduard Vischer. Friedrich Reinhardt, Basel 1976 (Aufsatzsammlung).

Texteditionen und Übersetzungen
- Xenophon: Anabasis. Der Zug der Zehntausend. Griechisch-deutsch. Heimeran, München 1954; zuletzt: bearbeitet und mit einem Anhang versehen von Bernhard Zimmermann, Darmstadt 1997.
- Der Arzt im Altertum. Griechische und lateinische Quellenstücke von Hippokrates bis Galen. Heimeran, München 1938; 5. Auflage, Artemis & Winkler, München/Zürich 1986.

Zeitgeschichtliches
- Carl Spittelers Rede vom 14. Dezember 1914: Unser Schweizer Standpunkt – rhetorisch betrachtet. Peter Lang, Bern 1972, ISBN 978-3-261-00341-6. (Schriften der Literarischen Gesellschaft Bern; Band 10).